# Miquéias Fernandes
Miquéias Matias Fernandes  (Boa Vista, 28 de agosto de 1950 — Manaus, 26 de abril de 2020), mais conhecido como  Miquéias Fernandes, foi um advogado, pastor e político brasileiro. Foi deputado estadual pelo estado do Amazonas.

## Biografia
Nascido em Boa Vista, no dia 28 de agosto de 1950, Miquéias Fernandes era casado e se formou em Direito pela Universidade Federal do Amazonas (UFAM).
Foi vereador de 1989 a 1991 e ocupou o cargo de vice-presidente da Câmara Municipal de Manaus (CMM). Foi deputado estadual do Amazonas por três vezes, exercendo várias lideranças na Assembleia Legislativa do Amazonas (Aleam).
Em 2016, Miquéias recebeu o título de Cidadão do Amazonas na Aleam, em propositura do deputado estadual Wanderley Dallas.
Morreu em 26 de abril de 2020, no Hospital Samel, localizado no centro de Manaus, em decorrência da COVID-19.